# Austrália nos Jogos Olímpicos de Inverno de 1994
A Austrália participou dos Jogos Olímpicos de Inverno de 1994 em Lillehammer, na Noruega.